# سكوت كريستي
سكوت كريستي (بالإنجليزية: Scott Christie)‏ (13 نوفمبر 1987 في المملكة المتحدة - ) هو لاعب كرة قدم بريطاني في مركز حراسة المرمى. لعب مع بونيس يونايتد ونادي ترنتشين وهاميلتون أكاديميكال ونادي ستيرلينغ ألبيون ولينليثغو روز ‏.

## وصلات خارجية
- سكوت كريستي على موقع قاعدة بيانات كرة القدم.إي يو (الإنجليزية)
- سكوت كريستي على موقع Soccerway.com (الإنجليزية)